# Alone Together
Alone Together je americký televizní seriál, který vysílá stanice Freeform od 10. ledna 2018. Tvůrci seriálu jsou Benji Aflalo a Esther Povistky a Eben Russell. Hlavní role hrají Aflalo a Povitsky. Seriál je produkovaný společností The Lonely Island. V říjnu roku 2017 seriál získal druhou řadu, bez toho, aby byla odvysílaná řada první. Ta se začala vysílat dne 1. srpna 2018.
Dne 2. listopadu 2018 seriál stanice Freeform po dvou řadách zrušila.

## Obsazení

### Hlavní role
- Esther Povitsky jako Esther
- Benji Aflalo jako Benji

### Vedlejší role
- Edgar Blackmon jako Jeff, Esther a Benjiho kamarád
- Chris D'Ella jako Dean, Benjiho starší bratr
- Ginger Gonzaga jako Alia, Bejniho starší sestra
- Punam Pater jako Tara, kamarádka z hodin herectví (2. řada)

## Seznam dílů

### První řada (2018)
| Č. v seriálu | Č. v řadě | Původní název       | Režie               | Scénář                                       | Premiéra v USA  |
| ------------ | --------- | ------------------- | ------------------- | -------------------------------------------- | --------------- |
| 1            | 1         | Pilot               | Daniel Gray Longino | Benji Aflalo, Esther Povitsky a Eben Russell | 10. ledna 2018  |
| 2            | 2         | Road Trip           | Todd Biermann       | Hunter Covington                             | 17. ledna 2018  |
| 3            | 3         | Fertility           | Betsy Thomas        | Amy Hubbs                                    | 24. ledna 2018  |
| 4            | 4         | Pop Up              | Kat Coiro           | Sarah Peters                                 | 31. ledna 2018  |
| 5            | 5         | Dean Girls          | Tamra Davis         | Caroline Goldfarb                            | 7. února 2018   |
| 6            | 6         | Dinner Party        | Lauren Palmigiano   | Mason Flink                                  | 14. února 2018  |
| 7            | 7         | The Big One         | Kat Coiro           | Eben Russell                                 | 28. února 2018  |
| 8            | 8         | Sleepover           | Tamra Davis         | Esther Povitsky                              | 7. března 2018  |
| 9            | 9         | Music Video         | Amy York Rubin      | Eben Russell a Dan Bailey                    | 14. března 2018 |
| 10           | 10        | Property Management | Tamra Davis         | Benji Aflalo                                 | 21. března 2018 |

### Druhá řada (2018)
| Č. v seriálu | Č. v řadě | Původní název | Režie        | Scénář                  | Premiéra v USA |
| ------------ | --------- | ------------- | ------------ | ----------------------- | -------------- |
| 11           | 1         | Crypto        | Ryan McFaul  | Paul Mather             | 1. srpna 2018  |
| 12           | 2         | Pootie        | Jay Karas    | Alex Blagg              | 1. srpna 2018  |
| 13           | 3         | Nurse Esther  | Tamra Davis  | Amy Hubbs               | 8. srpna 2018  |
| 14           | 4         | Murder House  | Jay Karas    | Esther Povitsky         | 8. srpna 2018  |
| 15           | 5         | Daypassers    | Tamra Davis  | Eben Russell            | 15. srpna 2018 |
| 16           | 6         | A Drama Story | Ryan McFaul  | Shelly Gossman          | 15. srpna 2018 |
| 17           | 7         | Mom           | Sam Bailey   | Ali Kinney              | 22. srpna 2018 |
| 18           | 8         | Dog Awards    | Erin Ehrlich | Caroline Goldfarb       | 22. srpna 2018 |
| 19           | 9         | Flashback     | Erin Ehrlich | Benji Aflalo            | 29. srpna 2018 |
| 20           | 10        | Big Bear      | Sam Bailey   | Dan Bailey a Sam Clarke | 29. srpna 2018 |

## Produkce
V roce 2015 napsali Povistky a Aflalo scénář, produkovali a sami si zahráli v krátkometrážním filmu Alone Together.
Produkci seriálu byly dána zelená v červenci roku 2016 a stanice Freeform si ho do své televizní sezóny vybrala v prosinci roku 2016.
V říjnu roku 2017 seriál získal druhou řadu, bez toho, aby byla odvysílaná řada první. Ta se začala vysílat dne 1. srpna 2018.
Dne 2. listopadu 2018 seriál stanice Freeform po dvou řadách zrušila.

## Přijetí
Na recenzní stránce Rotten Tomatoes získal z 11 započtených recenzí 55 procent s průměrným ratingem 5,9 bodů z deseti. Na serveru Metacritic snímek získal ze 6 recenzí 60 bodů ze sta. 